# نفرین داونرز گروو
نفرین داونرز گرووْ (به انگلیسی: The Curse of Downers Grove) یک فیلم هیجانی به کارگردانی دریک مارتینی و نویسندگی برت ایستون الیس محصول سال ۲۰۱۵ آمریکا است.

## بازیگران
- بلا هیتکوت در نقش کریسی
- پنه لوپه میچل در نقش تریسی
- لوکاس تیل در نقش بابی
- کوین زگرز در نقش چاک
- هلن اسلتر در نقش مادر کریسی
- توماس آرنلد در نقش پدر چاک
- زین هولتز در نقش گای
- مارک ال یونگ در نقش ایان
- جکلین امرسون در نقش اِید